# Семеньково
Семеньково — деревня в Смоленской области России, в Сафоновском районе. Население — 7 жителей (2007 год). Расположена в центральной части области в 9 км к востоку от города Сафонова, в 1.5 км южнее автодороги М1 «Беларусь», на берегу реки Ров. В 3,5 км к юго-западу от деревни железнодорожная станция Дурово на линии Москва — Минск. Входит в состав Дуровского сельского поселения.

## История
В годы Великой Отечественной войны деревня была оккупирована гитлеровскими войсками в сентябре 1941 года, освобождена в 1943 году. . В 1943—1950 годах в деревне была семилетняя школа.